# 扭鞘香茅
扭鞘香茅（学名：Cymbopogon hamatulus），为禾本科香茅属下的一个植物种。